# Owch Gonbad-e Solţān
Owch Gonbad-e Solţān (persiska: وچگُنبَدِ سُلطان, اوچ گنبد سلطان, Ūchgonbad-e Solţān) är en ort i Iran.   Den ligger i provinsen Kurdistan, i den nordvästra delen av landet, 300 km väster om huvudstaden Teheran. Owch Gonbad-e Solţān ligger 1 772 meter över havet och antalet invånare är 131.
Terrängen runt Owch Gonbad-e Solţān är kuperad åt sydost, men åt nordväst är den platt. Runt Owch Gonbad-e Solţān är det ganska glesbefolkat, med 23 invånare per kvadratkilometer. Närmaste större samhälle är Chālāb, 13,7 km nordost om Owch Gonbad-e Solţān. Trakten runt Owch Gonbad-e Solţān består i huvudsak av gräsmarker.